# 大迦葉
大迦葉（だいかしょう、梵: Mahākāśyapa महाकाश्यप マハーカーシヤパ、巴: Mahākassapa महाकस्सप マハーカッサパ）は、釈迦の十大弟子の一人。仏教教団における釈迦の後継（仏教第二祖）とされ、釈迦の死後、初めての結集（第1結集、経典の編纂事業）の座長を務めた。頭陀第一といわれ、衣食住にとらわれず、清貧の修行を行った。
摩訶迦葉、摩訶迦葉波、迦葉、迦葉波とも呼ばれる。なお「迦葉」は古代インドではありふれた名であったといわれ、仏弟子中には三迦葉という三人兄弟や十力迦葉という名前も見受けられるが、摩訶迦葉とは別人である。

## 生涯
生い立ち等、伝説が多く、諸説ある。
彼の諸説あるうちの一つによれば、マガダ国の王舎城付近の摩訶波羅陀（マハーハーダラ）村のバラモンである尼拘律陀羯波(ニグローダ・ゴーパ)の子で、畢鉢羅樹(ピッパラ＝菩提樹)の下で生まれたので、幼名を畢鉢羅耶那(ピッパラヤナ、ピッパリ)といった。
8歳でバラモンに入門し修行してすべてを得たが、さらに出家して求道したいと考えていた。20歳の頃に家系が途絶えるのを恐れた両親は、彼に結婚を勧めたが、清浄な生活を送りたいと一度断るも断りきれず、彼は工巧に金の美しい女人像を造らせて、これと同じならばその人と結婚しようと条件を出した。困った両親は8人のバラモンに探すように頼んだ。

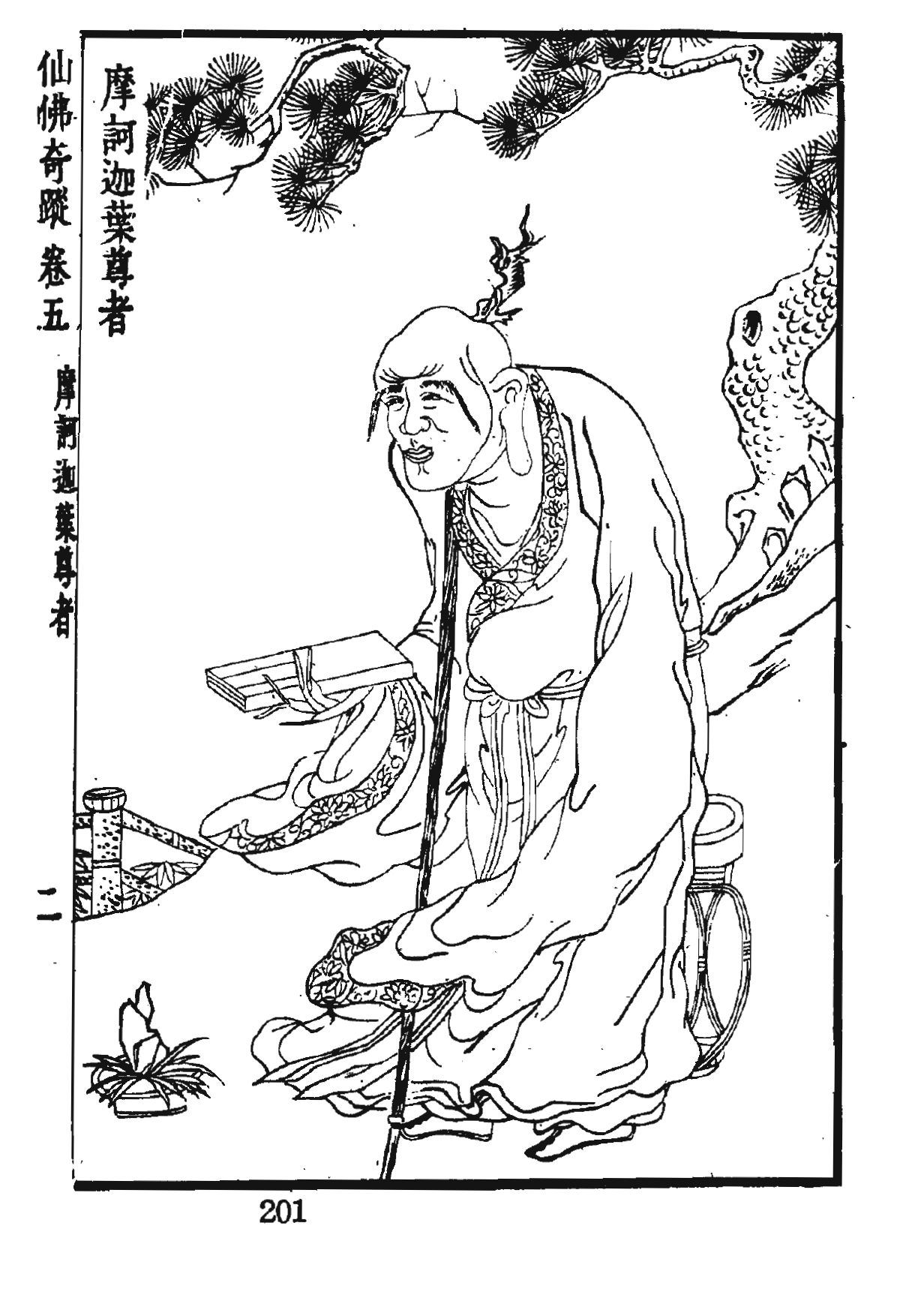
摩訶迦葉

彼らがマッダ国のサーガラ川岸の沐浴場で像を載せた台車を置いて休んでいたところ、跋陀羅迦毘羅耶(バッダー、バドラー・カピラーニ、漢訳で妙賢)の乳母が、その像を見て彼女と見間違えたことから縁談がまとまった。しかし彼女はまだ16歳で、彼女自身も出家したいと考えていたので、迦葉も彼女も使者に手紙を遣わして結婚を断るように要請したが、お互いの使者が道で出会い、後々の事を考え破り捨てた。
迦葉は浮浪者に身をやつして彼女の家に行き、互いに同じ出家の意志がある事を確認すると、それを承知の上で結婚した。彼らは床も離れて寝たので12年間、子供もなく過ごしたが、迦葉の両親が亡くなったある日、畑仕事を見ていて土中から出てきた虫が鳥に食べられる光景を目撃し、世の無常を感じた。彼女も同じく胡麻を乾燥していると多くの虫がおり、このまま油を絞ると殺生すると思い、共に出家を決意した。
多くの人が引き止める中、剃髪して粗衣に着替え鉢を持って出家したが、ある分かれ道でこのままでは私情に流されるとして、迦葉は右へ、彼女は左へと分かれたという。
迦葉は出家してもバラモンの修行をしていたが、王舎城と那荼陀(ナーダダ)村の間にある一本のニグローダ樹下に坐していた釈迦と出会い、ついに仏弟子となり名前を正式に迦葉と改め竹林精舎に到った。
釈迦に入門したとき、すでに32相中、7相を具えていたとされ、8日目に阿羅漢となったと伝えられる。